# Quarante-et-unième district congressionnel de Californie
Le 41e congressionnel de Californie est un district du Comté de Riverside, dans l'État américain de Californie. Le district est actuellement représenté par le Républicain Ken Calvert.
Il comprend les villes de Palm Springs, Menifee, Calimesa, Norco, Lake Elsinore, Wildomar, Rancho Mirage, Palm Desert, Indian Wells, La Quinta et la majeure partie de Corona. Le Représentant du 41e est Ken Calvert, qui a été redécoupé du 42e district. Il contient la majeure partie de la partie ouest de la région de Palm Springs, à l'exception de Cathedral City, ainsi que des villes de banlieue de la région du Grand Los Angeles et des zones périurbaines et rurales du sud-ouest du Comté de Riverside.
Le district comprend désormais les villes fortement Démocrates de Palm Springs et Palm Desert, ainsi que la ville dynamique de Corona et des zones conservatrices de l'ouest du Comté de Riverside, telles que Norco, Lake Elsinore, Menifee, Wildomar et Calimesa. Le district est considéré comme un swing district et la course de 2024 est classée « Toss Up » par le CPVI.

## Géographie
| #  | Comté     | Siège     | Population |
| -- | --------- | --------- | ---------- |
| 65 | Riverside | Riverside | 2 458 395  |

À partir du redécoupage de 2020, le 41e district congressionnel de Californie est situé dans l'Inland Empire, en Californie du Sud. Elle est entièrement située dans l'ouest du Comté de Riverside.
Le Comté de Riverside est divisé entre ce district, le 25e district, le 39e district et le 48e district. Les 41e et 25e districts sont divisés par Terwillinger Rd, Bailey Rd, Candelaria, Elder Creek Rd, Bonny Ln, Tule Peak Rd, Eastgate Trail, Goldrush Rd, Rule Valley Rd, Laura Ln, Dove Dr, Lago Grande, Barbara Trail, Valley Dr, Foolish Pleasure Rd, Highway 371, Gelding Way, Puckit Dr, Indian Rd, Wellman Rd, El Toro Rd, Burnt Valley Rd, Cahuilla Rd, Highway 74, Bull Canyon Rd, Santa Rosa-San Jacinto Mountains National Monument, Fred Waring Dr, Washington St, Highway 10, Davall Dr, Dinah Shore Dr, Plumley Rd, Gerald Ford Dr, E Ramon Rd, San Luis Rey Dr, San Joaquin Dr, Clubhouse View Dr, Mount San Jacinto State Park, Azalea Creek, Black Mountain Trail, Highway 243, North Fork San Jacinto River, Stetson Ave, Hemet St, Cornell St, Girard St, E Newport Rd, Domenigoni Parkway, Leon Rd, Grand Ave, State Highway 74, California Ave, W Devonshire Ave, Warren Rd, Ramona Expressway, San Jacinto River, Highway 79, Oak Valley Parkway, Champions Dr, Union St, Brookside Ave.
Les 41e et 39e sont séparées par Corona Freeway, River Trails Park, Redley Substation Rd, Arlington Ave, Alhambra Ave, Golden Ave, Doheny Blvd, Bolivar St, Campbell Ave, Pierce St, Quantico Dr, Collett Ave, Buchanan St, Highway 91, 12397 Doherty Way-Magnolia Ave, BNSF Railroad, N McKinley St, N Temescal St, E 16th St, S Neece St, Indiana Ave, Skyridge Dr, Fillmore St, 2969 Fillmore St-La Sierra Ave, Cleveland Ave, McAllister Parkway, Corsica Ave, Hermosa Dr, John F. Kennedy Dr, Wood Rd, Colt St, Dauchy Ave, Van Buren Blvd, Bobbit Ave, Chicago Ave, Krameria Ave, 16510 Sendero del Charro-Mariposa Ave, Barton St, Cole Ave, Rider St, Greenwood Ave, Kabian Park, Goetz Park, Ethanac Rd, McLaughlin Rd, Sherman Rd, Tumble Rd, Watson Rd, Escondido Expressway, Mapes Rd, Ellis Ave, Antelope Rd, Rico Ave, San Jacinto River, Ramona Expressway, Lake Perris State Recreation Area, Gilman Springs Rd, Moreno Valley Freeway, Quincy St, Cloud Haven Dr, Holly Ct, Reche Vista Dr, Reche Canyon Rd, and Keissel Rd.
Les 41e et 48e sont divisées par Ortega Highway, Tenaja Truck Trail, NF-7506, Tenaja, San Mateo Creek, Los Alamos Rd, Und 233, S Main Dv, Wildomar, Grand Ave, Rancho Mirlo Dr, Copper Canyon Park, 42174 Kimberly Way-35817 Darcy Pl, Escondido Expressway, Scott Rd, 33477 Little Reb Pl-33516 Pittman Ln, Keller Rd, Menifee Rd, Clinton Keith Rd, Max Gilliss Blvd, Highway 79, Borel Rd, Lake Skinner, Warren Rd, Summitville St, Indian Knoll Rd, E Benton Rd, Rancho California Rd, Overhill Rd, Green Meadow Rd, Crossover Rd, Exa-Ely Rd, Denise Rd, Wiley Rd, Powerline Rd, Wilson Valley Rd, Wilson Creek, Reed Valley Rd, Centennial St, Beaver Ave, and Lake Vista Dr. Le 41e district comprend les villes de Wildomar, Canyon Lake, Menifee, Palm Springs, Palm Desert, La Quinta, Lake Elsinore, Norco, Calimesa, Rancho Mirage, Indian Wells, la majorité de Corona, le sud d'Eastvale, ainsi que les census-designated places de Cherry Valley, Nuevo, Homeland, Sage, Idyllwild-Pine Cove, Woodcrest, Coronita, El Sobrante, El Cerrito, Lake Mathews, Temescal Valley, Warm Springs, Lakeland Village, Lakeview, Romoland, Green Acres, French Valley, Anza et Mountain Center.

### Villes et CDP de 10 000 personnes ou plus
- Riverside - 317 261
- Corona - 157 136
- Menifee - 109 399
- Lake Elsinore - 71 898
- Eastvale - 69 757
- Palm Desert - 51 583
- Palm Springs - 44 575
- La Quinta - 41 748
- Wildomar - 37 214
- French Valley - 35 280
- Norco - 26 316
- Temescal Valley - 26 232
- Rancho Mirage - 17 633
- Woodcrest - 15 378
- El Sobrante - 14 039
- Lakeland Village - 12 364
- Canyon Lake - 11 142
- Calimesa - 10 026

### de 2500 à 10 000 personnes
- Nuevo - 7033
- Homeland - 6722
- Cherry Valley - 6509
- Nuevo - 6447
- Lake Mathews - 5972
- El Cerrito - 5058
- Indian Wells - 4757
- Idyllwild-Pine Cove - 4163
- Sage - 3370
- Anza - 3075
- Idyllwild-Pine Cove - 2963
- Green Acres - 2918
- Coronita - 2639

## Historique de vote
| Année | Poste               | Résultats                          |
| ----- | ------------------- | ---------------------------------- |
| 1990  | Gouverneur          | Wilson 54,9 % - 39,5 %             |
| 1992  | Président           | Bush 42,7 % - 35,0 %               |
| 1992  | Sénateur            | Herschensohn (en) 55,7 % - 34,8 %  |
| 1992  | Sénateur (Spéciale) | John F. Seymour 48,5 % - 42,8 %    |
| 1994  | Gouverneur          | Wilson 63,8 % – 31,8 %             |
| 1994  | Sénateur            | Michael Huffington 57,0 % – 33,2 % |
| 1996  | Président           | Dole 46,6 % – 43,3 %               |
| 1998  | Gouverneur          | Davis 50,8 % - 46,3 %              |
| 1998  | Sénateur            | Fong (en) 51,1 % – 44,8 %          |
| 2000  | Président           | Bush 50,2 % - 46,5 %               |
| 2000  | Sénateur            | Feinstein 48,3 % - 44,8 %          |
| 2002  | Gouverneur          | Simon (en) 55,5 % - 35,5 %         |
| 2003  | Recall,             | Oui 73,6 % - 26,4 %                |
| 2003  | Recall,             | Schwarzenegger 64,0 % - 17,1 %     |
| 2004  | Président           | Bush 61,8 % - 36,9 %               |
| 2004  | Sénateur            | Jones (en) 51,8 % - 43,5 %         |
| 2006  | Gouverneur          | Schwarzenegger 68,6 % - 26,6 %     |
| 2006  | Sénateur            | Mountjoy (en) 50,8 % - 43,5 %      |
| 2008  | Président           | McCain 54,2 % - 43,7 %             |
| 2010  | Gouverneur          | Whitman 53,2 % - 38,2 %            |
| 2010  | Sénateur            | Fiorina 57,3 % - 34,8 %            |
| 2012  | Président           | Obama 61,5 % - 36,3 %              |
| 2012  | Sénateur            | Feinstein 63,0 % - 37,0 %          |
| 2014  | Gouverneur          | Brown 54,5 % – 45,5 %              |
| 2016  | Président           | Clinton 61,0 % - 33,1 %            |
| 2016  | Sénateur            | Harris 53,0 % - 47,0 %             |
| 2018  | Gouverneur          | Newsom 59,4 % - 40,6 %             |
| 2018  | Sénateur            | Feinstein 51,9 % - 48,1 %          |
| 2020  | Président           | Biden 61,7 % - 36,1 %              |
| 2021  | Recall              | Non 57,5 % - 42,5 %                |
| 2022  | Gouverneur          | Dahle 54,6 % - 45,4 %              |
| 2022  | Sénat               | Meuser 53,2 % - 46,8 %             |

## Liste des représentants du district
| Membre                          | Parti       | Années                          | Congrès     | Histoire électorale | Zone géographique |
| ------------------------------- | ----------- | ------------------------------- | ----------- | --- | --- |
| District créé le 3 janvier 1973 |             |                                 |             | | |
| Lionel Van Deerlin (en)         | Démocrate   | 3 janvier 1973 - 3 janvier 1975 | 93e         | Redécoupage depuis le 37e district et réélu en 1972. Redécoupage vers le 42e district.                                    | 1973–1975 San Diego (Partie Sud de San Diego) |
| Bob Wilson (en)                 | Républicain | 3 janvier 1975 - 3 janvier 1981 | 94e - 96e   | Redécoupage depuis le 40e district et réélu en 1974. Réélu en 1976. Réélu en 1978. Retrait.                               | 1975–1983 San Diego (Partie Nord de San Diego) |
| Bill Lowery (en)                | Républicain | 3 janvier 1981 - 3 janvier 1993 | 97e - 102e  | Élu en 1980. Réélu en 1982. Réélu en 1984. Réélu en 1986. Réélu en 1988. Réélu en 1990. Retrait.                          | 1975–1983 San Diego (Partie Nord de San Diego) |
| Bill Lowery (en)                | Républicain | 3 janvier 1981 - 3 janvier 1993 | 97e - 102e  | Élu en 1980. Réélu en 1982. Réélu en 1984. Réélu en 1986. Réélu en 1988. Réélu en 1990. Retrait.                          | 1983–1993 San Diego (Banlieue Nord de San Diego) |
| Jay Kim (en)                    | Républicain | 3 janvier 1993 - 3 janvier 1999 | 103e - 105e | Élu en 1992. Réélu en 1994. Réélu en 1996. Perds sa renomination.                                                         | 1993–2003 Los Angeles (Partie Sud-Est), Orange (Partie Nord-Est), San Bernardino (Partie Sud-Ouest) |
| Gary Miller (en)                | Républicain | 3 janvier 1999 - 3 janvier 2003 | 106e , 107e | Élu en 1998. Réélu en 2000. Redécoupage vers le 42e district.                                                             | 1993–2003 Los Angeles (Partie Sud-Est), Orange (Partie Nord-Est), San Bernardino (Partie Sud-Ouest) |
| Jerry Lewis                     | Républicain | 3 janvier 2003 - 3 janvier 2013 | 108e - 112e | Redécoupage depuis le 40e district et réélu en 2002. Réélu en 2004. Réélu en 2006. Réélu en 2008. Réélu en 2010. Retrait. | 2003–2013 San Bernardino |
| Mark Takano                     | Démocrate   | 3 janvier 2013 - 3 janvier 2023 | 113e - 117e | Élu en 2012. Réélu en 2014. Réélu en 2016. Réélu en 2018. Réélu en 2020. Redécoupage vers le 39e district.                | 2013–2023 Inland Empire (Moreno Valley, Perris, Riverside) |
| Ken Calvert                     | Républicain | 3 janvier 2023 - en cours       | 118e - 119e | Redécoupage depuis le 42e district et réélu en 2022. Réélu en 2024.                                                       | 2023–Présent dans le comté de Riverside dans l'Inland Empire Palm Springs, Corona, Menifee, Norco, Lake Elsinore, Wildomar, Rancho Mirage, Palm Desert, Indian Wells, La Quinta, Vallée de Coachella, Palm Springs Area et la moitié du lycée Rancho Mirage (moitié sud). |

## Résultats des récentes élections
Voici les résultats des dix précédents cycles électoraux dans le district.

### 2004
| Élection de 2004 du 41e district congressionnel de Californie | Élection de 2004 du 41e district congressionnel de Californie | Élection de 2004 du 41e district congressionnel de Californie | Élection de 2004 du 41e district congressionnel de Californie | Élection de 2004 du 41e district congressionnel de Californie |
| ------------------------------------------------------------- | ------------------------------------------------------------- | ------------------------------------------------------------- | ------------------------------------------------------------- | ------------------------------------------------------------- |
| Parti                                                         | Parti                                                         | Candidat                                                      | Votes                                                         | %                                                             |
|                                                               | Républicain                                                   | Jerry Lewis (sortant)                                         | 181 605                                                       | 83,0                                                          |
|                                                               | Libertarien                                                   | Peymon Mottahedek                                             | 37 332                                                        | 17,0                                                          |
| Total des votes                                               | Total des votes                                               | Total des votes                                               | 218 937                                                       | 100%                                                          |
|                                                               | Les Républicains conservent                                   |                                                               |                                                               |                                                               |

### 2006
| Élection de 2006 du 41e district congressionnel de Californie | Élection de 2006 du 41e district congressionnel de Californie | Élection de 2006 du 41e district congressionnel de Californie | Élection de 2006 du 41e district congressionnel de Californie | Élection de 2006 du 41e district congressionnel de Californie |
| ------------------------------------------------------------- | ------------------------------------------------------------- | ------------------------------------------------------------- | ------------------------------------------------------------- | ------------------------------------------------------------- |
| Parti                                                         | Parti                                                         | Candidat                                                      | Votes                                                         | %                                                             |
|                                                               | Républicain                                                   | Jerry Lewis (sortant)                                         | 109 761                                                       | 67,0                                                          |
|                                                               | Démocrate                                                     | Louie A. Contreras                                            | 54 235                                                        | 33,0                                                          |
|                                                               | Indépendant                                                   | Carol Petersen (write-in)                                     | 48                                                            | 0.0                                                           |
| Total des votes                                               | Total des votes                                               | Total des votes                                               | 164 044                                                       | 100%                                                          |
|                                                               | Les Républicains conservent                                   |                                                               |                                                               |                                                               |

### 2008
| Élection de 2008 du 41e district congressionnel de Californie | Élection de 2008 du 41e district congressionnel de Californie | Élection de 2008 du 41e district congressionnel de Californie | Élection de 2008 du 41e district congressionnel de Californie | Élection de 2008 du 41e district congressionnel de Californie |
| ------------------------------------------------------------- | ------------------------------------------------------------- | ------------------------------------------------------------- | ------------------------------------------------------------- | ------------------------------------------------------------- |
| Parti                                                         | Parti                                                         | Candidat                                                      | Votes                                                         | %                                                             |
|                                                               | Républicain                                                   | Jerry Lewis (sortant)                                         | 159 486                                                       | 61,7                                                          |
|                                                               | Démocrate                                                     | Tim Prince                                                    | 99 214                                                        | 38,3                                                          |
| Total des votes                                               | Total des votes                                               | Total des votes                                               | 258 700                                                       | 100%                                                          |
|                                                               | Les Républicains conservent                                   |                                                               |                                                               |                                                               |

### 2010
| Élection de 2010 du 41e district congressionnel de Californie | Élection de 2010 du 41e district congressionnel de Californie | Élection de 2010 du 41e district congressionnel de Californie | Élection de 2010 du 41e district congressionnel de Californie | Élection de 2010 du 41e district congressionnel de Californie |
| ------------------------------------------------------------- | ------------------------------------------------------------- | ------------------------------------------------------------- | ------------------------------------------------------------- | ------------------------------------------------------------- |
| Parti                                                         | Parti                                                         | Candidat                                                      | Votes                                                         | %                                                             |
|                                                               | Républicain                                                   | Jerry Lewis (sortant)                                         | 127 857                                                       | 63,3                                                          |
|                                                               | Démocrate                                                     | Pat Meagher                                                   | 74 394                                                        | 36,7                                                          |
| Total des votes                                               | Total des votes                                               | Total des votes                                               | 202 251                                                       | 100%                                                          |
|                                                               | Les Républicains conservent                                   |                                                               |                                                               |                                                               |

### 2012
| Élection de 2002 du 41e district congressionnel de Californie | Élection de 2002 du 41e district congressionnel de Californie | Élection de 2002 du 41e district congressionnel de Californie | Élection de 2002 du 41e district congressionnel de Californie | Élection de 2002 du 41e district congressionnel de Californie |
| ------------------------------------------------------------- | ------------------------------------------------------------- | ------------------------------------------------------------- | ------------------------------------------------------------- | ------------------------------------------------------------- |
| Parti                                                         | Parti                                                         | Candidat                                                      | Votes                                                         | %                                                             |
|                                                               | Démocrate                                                     | Mark Takano                                                   | 103 578                                                       | 59,0                                                          |
|                                                               | Républicain                                                   | John Tavaglione                                               | 72 074                                                        | 41,0                                                          |
| Total des votes                                               | Total des votes                                               | Total des votes                                               | 175 652                                                       | 100%                                                          |
|                                                               | Les Démocrates conservent                                     |                                                               |                                                               |                                                               |

### 2014
| Élection de 2014 du 41e district congressionnel de Californie | Élection de 2014 du 41e district congressionnel de Californie | Élection de 2014 du 41e district congressionnel de Californie | Élection de 2014 du 41e district congressionnel de Californie | Élection de 2014 du 41e district congressionnel de Californie |
| ------------------------------------------------------------- | ------------------------------------------------------------- | ------------------------------------------------------------- | ------------------------------------------------------------- | ------------------------------------------------------------- |
| Parti                                                         | Parti                                                         | Candidat                                                      | Votes                                                         | %                                                             |
|                                                               | Démocrate                                                     | Mark Takano (sortant)                                         | 46 948                                                        | 56,6                                                          |
|                                                               | Républicain                                                   | Steve Adams                                                   | 35 936                                                        | 43,4                                                          |
| Total des votes                                               | Total des votes                                               | Total des votes                                               | 82 884                                                        | 100%                                                          |
|                                                               | Les Démocrates conservent                                     |                                                               |                                                               |                                                               |

### 2016
| Élection de 2016 du 41e district congressionnel de Californie | Élection de 2016 du 41e district congressionnel de Californie | Élection de 2016 du 41e district congressionnel de Californie | Élection de 2016 du 41e district congressionnel de Californie | Élection de 2016 du 41e district congressionnel de Californie |
| ------------------------------------------------------------- | ------------------------------------------------------------- | ------------------------------------------------------------- | ------------------------------------------------------------- | ------------------------------------------------------------- |
| Parti                                                         | Parti                                                         | Candidat                                                      | Votes                                                         | %                                                             |
|                                                               | Démocrate                                                     | Mark Takano (sortant)                                         | 128 164                                                       | 65,0                                                          |
|                                                               | Républicain                                                   | Doug Shepherd                                                 | 69 159                                                        | 35,0                                                          |
| Total des votes                                               | Total des votes                                               | Total des votes                                               | 197 323                                                       | 100%                                                          |
|                                                               | Les Démocrates conservent                                     |                                                               |                                                               |                                                               |

### 2018
| Élection de 2018 du 41e district congressionnel de Californie | Élection de 2018 du 41e district congressionnel de Californie | Élection de 2018 du 41e district congressionnel de Californie | Élection de 2018 du 41e district congressionnel de Californie | Élection de 2018 du 41e district congressionnel de Californie |
| ------------------------------------------------------------- | ------------------------------------------------------------- | ------------------------------------------------------------- | ------------------------------------------------------------- | ------------------------------------------------------------- |
| Parti                                                         | Parti                                                         | Candidat                                                      | Votes                                                         | %                                                             |
|                                                               | Démocrate                                                     | Mark Takano (sortant)                                         | 108 227                                                       | 65,1                                                          |
|                                                               | Républicain                                                   | Aja Smith                                                     | 58 021                                                        | 34,9                                                          |
| Total des votes                                               | Total des votes                                               | Total des votes                                               | 166 248                                                       | 100%                                                          |
|                                                               | Les Démocrates conservent                                     |                                                               |                                                               |                                                               |

### 2020
| Élection de 2020 du 41e district congressionnel de Californie | Élection de 2020 du 41e district congressionnel de Californie | Élection de 2020 du 41e district congressionnel de Californie | Élection de 2020 du 41e district congressionnel de Californie | Élection de 2020 du 41e district congressionnel de Californie |
| ------------------------------------------------------------- | ------------------------------------------------------------- | ------------------------------------------------------------- | ------------------------------------------------------------- | ------------------------------------------------------------- |
| Parti                                                         | Parti                                                         | Candidat                                                      | Votes                                                         | %                                                             |
|                                                               | Démocrate                                                     | Mark Takano (sortant)                                         | 167 938                                                       | 64,0                                                          |
|                                                               | Républicain                                                   | Aja Smith                                                     | 94 289                                                        | 36,0                                                          |
| Total des votes                                               | Total des votes                                               | Total des votes                                               | 262 227                                                       | 100%                                                          |
|                                                               | Les Démocrates conservent                                     |                                                               |                                                               |                                                               |

### 2022
La Californie a tenu sa Primaire Jungle le 7 juin 2022, selon ce système de Primaire, tous les candidats sont sur le même bulletin de vote, et les deux arrivés en tête s'affronteront le jour de l'Élection Générale, à savoir le 8 novembre 2022.
| Primaire Jungle 2022 du 41e district congressionnel de Californie | Primaire Jungle 2022 du 41e district congressionnel de Californie | Primaire Jungle 2022 du 41e district congressionnel de Californie | Primaire Jungle 2022 du 41e district congressionnel de Californie | Primaire Jungle 2022 du 41e district congressionnel de Californie |
| ----------------------------------------------------------------- | ----------------------------------------------------------------- | ----------------------------------------------------------------- | ----------------------------------------------------------------- | ----------------------------------------------------------------- |
| Parti                                                             | Parti                                                             | Candidat                                                          | Votes                                                             | %                                                                 |
|                                                                   | Républicain                                                       | Ken Calvert                                                       | 72 700                                                            | 48,2                                                              |
|                                                                   | Démocrate                                                         | Will Rollins                                                      | 45 923                                                            | 30,4                                                              |
|                                                                   | Démocrate                                                         | Shrina Kurani                                                     | 23 483                                                            | 15,6                                                              |
|                                                                   | Républicain                                                       | John Michael Lucio                                                | 6880                                                              | 4,6                                                               |
|                                                                   | Indépendant                                                       | Anna Nevenic                                                      | 1862                                                              | 1,2                                                               |

| Élection de 2022 du 41e district congressionnel de Californie | Élection de 2022 du 41e district congressionnel de Californie | Élection de 2022 du 41e district congressionnel de Californie | Élection de 2022 du 41e district congressionnel de Californie | Élection de 2022 du 41e district congressionnel de Californie |
| ------------------------------------------------------------- | ------------------------------------------------------------- | ------------------------------------------------------------- | ------------------------------------------------------------- | ------------------------------------------------------------- |
| Parti                                                         | Parti                                                         | Candidat                                                      | Votes                                                         | %                                                             |
|                                                               | Républicain                                                   | Ken Calvert                                                   | 123 869                                                       | 52,3                                                          |
|                                                               | Démocrate                                                     | Will Rollins                                                  | 112 769                                                       | 47,6                                                          |
| Total des votes                                               | Total des votes                                               | Total des votes                                               | 236 638                                                       | 100%                                                          |
|                                                               | Les Républicains conservent                                   |                                                               |                                                               |                                                               |

### 2024
La Californie a tenu sa Primaire Jungle le 5 mars 2024, selon ce système de Primaire, tous les candidats sont sur le même bulletin de vote, et les deux arrivés en tête s'affronteront le jour de l'Élection Générale, à savoir le 5 novembre 2024.
| Primaire Jungle 2024 du 41e district congressionnel de Californie | Primaire Jungle 2024 du 41e district congressionnel de Californie | Primaire Jungle 2024 du 41e district congressionnel de Californie | Primaire Jungle 2024 du 41e district congressionnel de Californie | Primaire Jungle 2024 du 41e district congressionnel de Californie |
| ----------------------------------------------------------------- | ----------------------------------------------------------------- | ----------------------------------------------------------------- | ----------------------------------------------------------------- | ----------------------------------------------------------------- |
| Parti                                                             | Parti                                                             | Candidat                                                          | Votes                                                             | %                                                                 |
|                                                                   | Républicain                                                       | Ken Calvert (sortant)                                             | 85 959                                                            | 53,0                                                              |
|                                                                   | Démocrate                                                         | Will Rollins                                                      | 62 245                                                            | 38,4                                                              |
|                                                                   | Démocrate                                                         | Anna Nevenic                                                      | 13 862                                                            | 8,6                                                               |

| Élection de 2024 du 41e district congressionnel de Californie | Élection de 2024 du 41e district congressionnel de Californie | Élection de 2024 du 41e district congressionnel de Californie | Élection de 2024 du 41e district congressionnel de Californie | Élection de 2024 du 41e district congressionnel de Californie |
| ------------------------------------------------------------- | ------------------------------------------------------------- | ------------------------------------------------------------- | ------------------------------------------------------------- | ------------------------------------------------------------- |
| Parti                                                         | Parti                                                         | Candidat                                                      | Votes                                                         | %                                                             |
|                                                               | Républicain                                                   | Ken Calvert (sortant)                                         | 183 216                                                       | 51,7                                                          |
|                                                               | Démocrate                                                     | Will Rollins                                                  | 171 229                                                       | 48,3                                                          |
| Total des votes                                               | Total des votes                                               | Total des votes                                               | 354 445                                                       | 100%                                                          |
|                                                               | Les Républicains conservent                                   |                                                               |                                                               |                                                               |

## Frontières historiques du district

### Comté de San Diego
Dans les années 1980, le 41e district congressionnel était l'un des quatre qui divisaient le Comté de San Diego, anciennement situé dans la région du North County. Le district était détenu depuis 12 ans par le Républicain Bill Lowery et était considéré comme le district le plus républicain de la région de San Diego. Le 41e district a été renuméroté en tant que 51e district congressionnel de Californie après le recensement américain de 1990 au cours duquel il est devenu le 51e de l' Inland Empire.

### Comté de San Bernardino
De 2003 à 2013, le district comprenait de grandes parties du comté caverneux de San Bernardino et une petite partie du Comté de Riverside. Le district représentait autrefois des parties de la région de l'Inland Empire, des Montagnes de San Bernardino et du Désert de Mojave , s'étendant de certaines parties de la ville de San Bernardino au nord jusqu'à la frontière du Nevada et à l'est jusqu'au fleuve Colorado. Redlands était la plus grande ville de ce district; d'autres villes comprenaient: Loma Linda, Yucaipa, Victorville, Barstow, Hesperia, Highland, Big Bear Lake et Needles.